# Убийство Эрена Бюльбюля
Убийство Эрена Бюльбюля — произошло 11 августа 2017 года в турецком городе Мачка. 15-летний подросток Эрен Бюльбюль сообщил о местонахождении боевиков Рабочей партии Курдистана турецким правоохранительным органам и был убит боевиками РПК.

## Смерть
Эрен Бюльбюль (тур. Eren Bülbül) родился 1 января 2002 года, он был одним из 12 детей Айше и Хасана Бюльбюлей. Всю жизнь прожил в родном городе Мачка. Учился в начальной школе Чатак и Анатолийском религиозном лицее Мачки. Отец Эрена умер в 2016 году. Работал в семейном саду, любил спорт, был фанатом турецкого футбольного клуба «Трабзонспор».
11 августа 2017 года Эрен Бюльбюль увидел группу боевиков РПК, которая ходила по домам в поисках припасов. Он сразу же уведомил об этом подразделения Жандармерии. Бюльбюль показал жандармам дом, где находились боевики РПК, те открыли огонь, в результате которого погибли Эрен Бюльбюль и сержант-майор Жандармерии Ферхат Гедик. На момент гибели Эрену Бюльбюлю было 15 лет. Гедик пытался спасти Эрена Бюльбюля, закрыв его своим телом. Впоследствии из тела Гедика была извлечена 41 пуля.
1 июня 2018 года министр внутренних дел Турции Сулейман Сойлу объявил об уничтожении убийц Эрена Бюльбюля.

## Память

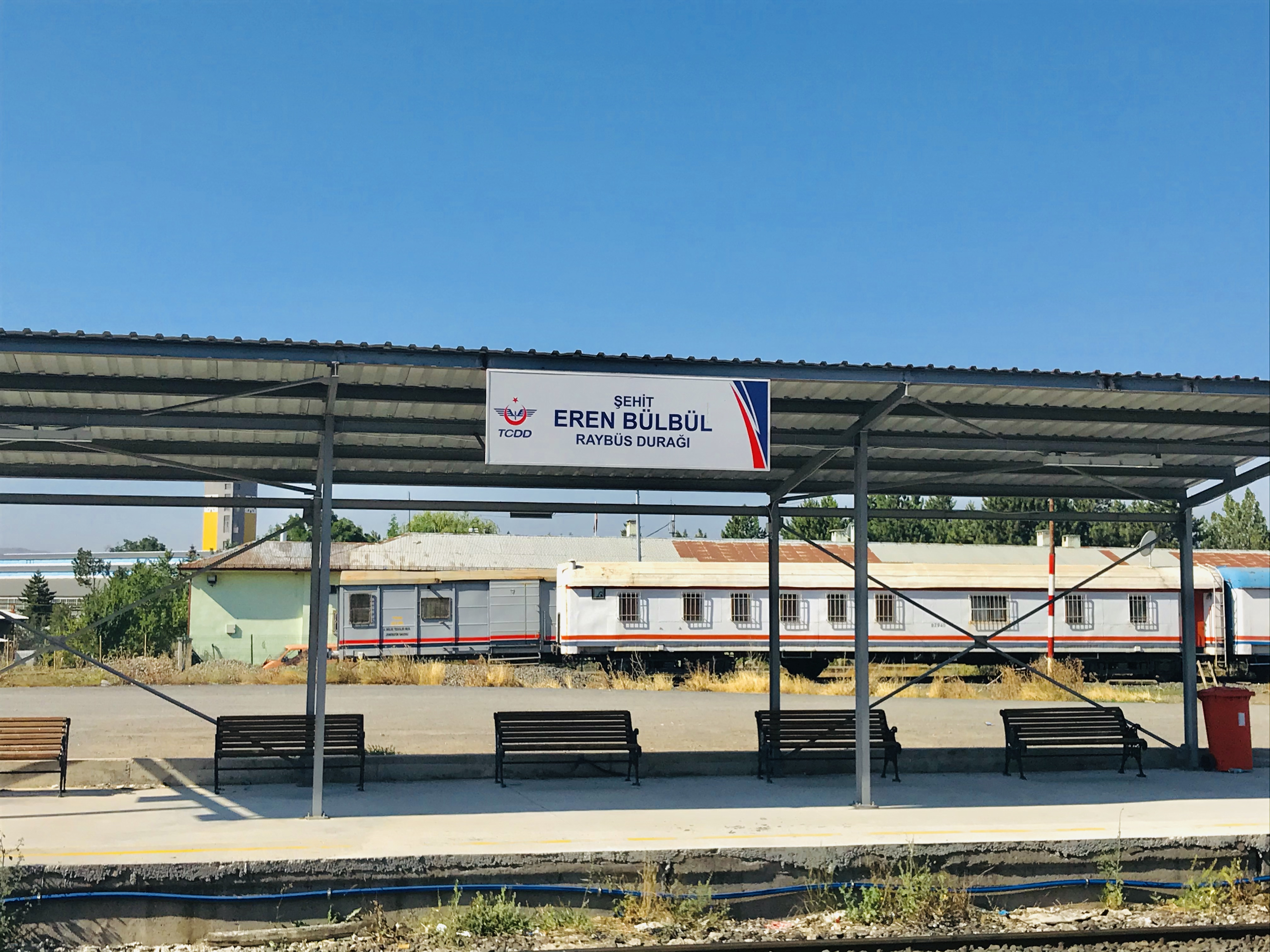
Автобусная остановка в Сивасе носит имя Эрена Бюльбюля

25 июня 2019 года Турецкие авиалинии запустили в «Твиттере» опрос о том, как назвать новый самолёт Боинг-787. Среди множества вариантов, предложенных компанией, было множество разных, в том числе названия древних поселений Перге, Ассос, Зевгма и Гёбекли-Тепе, но имени Эрена Бюльбюля среди них не было. Тогда пользователи «Твиттера» начали кампанию, чтобы самолёт назвали именем Эрена Бюльбюля. В результате неё самолёт был назван в честь Мачки — родного города Эрена.
Именем Эрена была названа антитеррористическая операция, начатая Турцией в январе 2021 года.